# アヴォクール
アヴォクール （Avocourt）は、フランス、グラン・テスト地域圏、ムーズ県のコミューン。

## 歴史

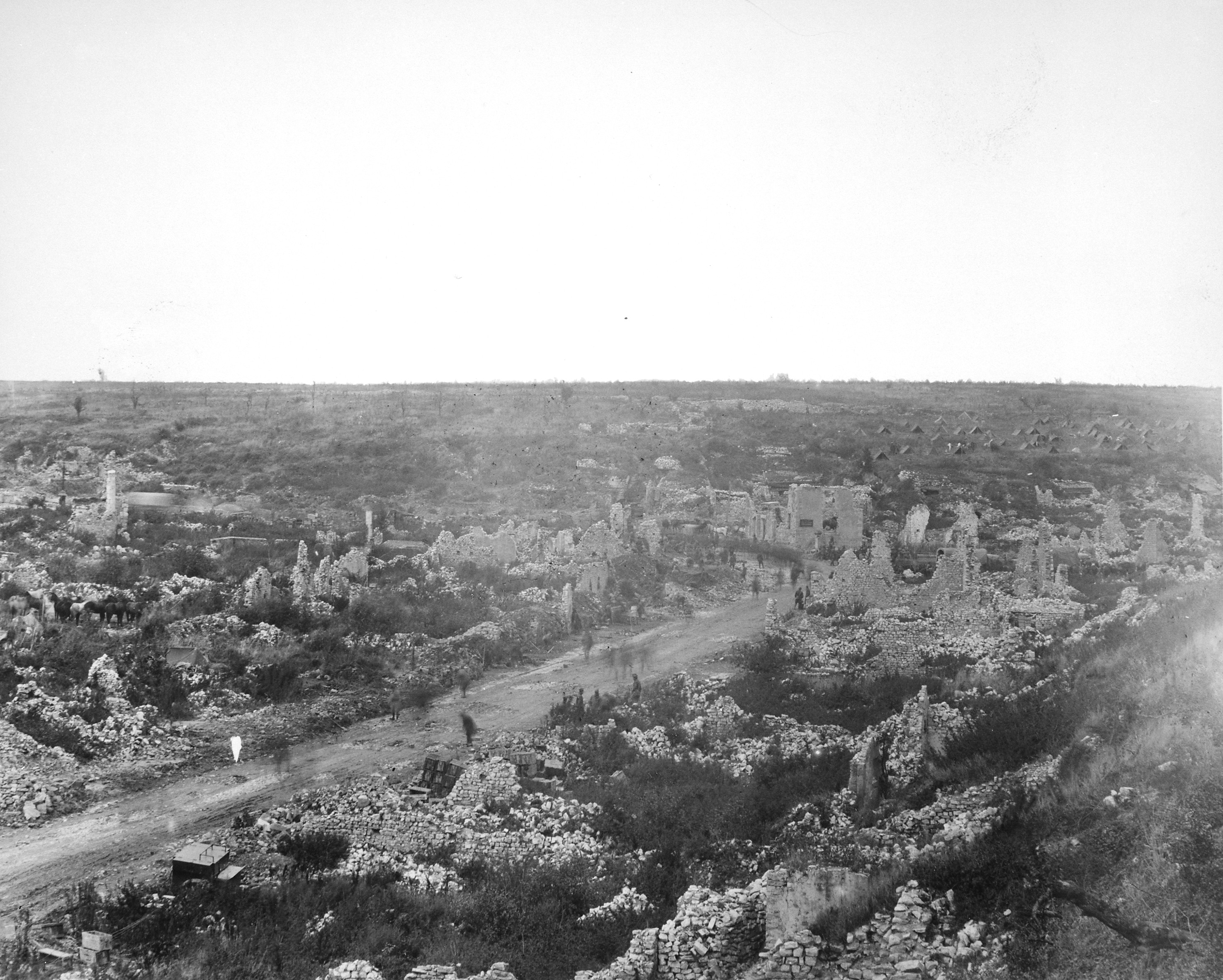
1918年10月6日、廃墟と化したアヴォクール

1914年8月27日、フランス陸軍第42歩兵師団はムルト＝エ＝モゼル県のジェルモンヴィルから退却し、同年8月29日にヴェルダンで合流した。
1916年2月21日、ヴェルダンの戦いが発生すると、村はドイツ軍の砲弾で砲撃された。

## 人口統計
| 1962年 | 1968年 | 1975年 | 1982年 | 1990年 | 1999年 | 2008年 | 2013年 |
| ------ | ------ | ------ | ------ | ------ | ------ | ------ | ------ |
| 219    | 182    | 118    | 103    | 114    | 107    | 125    | 119    |

参照元:1962年から1999年までは複数コミューンに住所登録をする者の重複分を除いたもの。それ以降は当該コミューンの人口統計によるもの。1999年までEHESS/Cassini、2004年以降INSEE。